# Fort Pienc
Fort Pienc (in spagnolo: El Fuerte Pío) è un quartiere dell'Eixample di Barcellona, delimitato dall'avinguda Diagonal (dal carrer de Nàpols fino alla Plaça de les Glòries Catalanes), l'avinguda Meridiana, il carrer dels Almogàvers, il carrer de Roger de Flor, l'avinguda de Vilanova, il Passeig de Sant Joan, la Gran Via de les Corts Catalanes e il carrer de Nàpols fino alla Diagonal.
Il quartiere prende il nome da un'antica fortificazione militare che è esistita fino al XIX secolo chiamata Fort Pius (Pienc è un aggettivo in catalano che significa legato al nome Pius) in omaggio a Francesco Pio di Savoia, marchese di Castel Rodrigo e capitano generale della Catalogna.
Nel quartiere si trovano diversi punti d'interesse come l'Arco di Trionfo, l'Auditorio, il Teatro Nacional de Catalunya, l'Archivio Generale della Corona d'Aragona e La Monumental che è l'unica plaza de toros esistente in città.

## Trasporto
- La stazione Arc de Triomf della Linea 1 della metropolitana di Barcellona
- Le stazioni di Tetuan e Monumental della Linea 2
- L'Estació del Nord, che è la principale stazione degli autobus della città.